# Terzo assedio di Pontevico
Il terzo assedio di Pontevico fu combattuto tra l'armata Franco-Milanese e la Repubblica di Venezia per il possesso del castello di Pontevico, durante la quinta fase delle Guerre di Lombardia.

## Antefatti
Con le guerre di Lombardia, il Bresciano era passato sotto il controllo veneziano. Tuttavia, con l'ultima fase, nel 1452 Francesco Sforza, a comando dei milanesi, invase il territorio e occupò Pontevico, che tornò sotto il dominio veneziano la primavera successiva.
Durante l'estate 1453, il generale Piccinino tentò più volte, invano, di ottenere una vittoria decisiva ai danni dello Sforza. Al contrario, con la Battaglia di Ghedi l'esercito milanese, il giorno di Ferragosto, riuscì ad ottenere un importante successo tattico. Entro metà ottobre raggiunsero lo Sforza i rinforzi dalla Francia e dalla Toscana, mentre allo Sforza si congiunse l'alleato Renato d'Angiò, al comando dell'esercito francese. Nello stesso periodo, le truppe milanesi accerchiarono Pontevico conquistando tutti i forti che la circondavano.

## Le forze in campo

### I veneziani
Il generale Piccinino poteva contare su poche centinaia di uomini ai quali si aggiunsero tuttavia i pontevichesi, che si arruolarono volontariamente per difendere il proprio paese.

### I franco-milanesi
Francesco Sforza, duca di Milano, e Renato I di Napoli, conte d'Angiò e Re di Napoli, a comando dell'Esercito francese, potevano disporre di un esercito di 20000 soldati e 3500 cavalli.

## La battaglia
Il 16 ottobre, Pontevico venne posta sotto assedio. Le bombarde milanesi colpirono duramente i baluardi della Fortezza di Pontevico tanto che, dopo due giorni di bombardamenti, alcuni soldati milanesi videro un'apertura nella mura e provarono a penetrare, però senza successo. I francesi, fino ad allora piazzati oltre l'Oglio, chiesero di intervenire in prima linea: passarono impetuosamente il fiume e scalarono la ripida e scoscesa riva prima di ritrovarsi di fronte all'accesso della rocca; tuttavia, ritrovatisi di fronte agli agguerriti castellani, dovettero ricorrere alle spade e si ritrovarono costretti alla ritirata.
Il 19 ottobre il duca di Milano ordinò un pesante attacco nel quale, appena aperta una breccia, i soldati milanesi furono costretti a scagliarsi verso essa muniti di ogni genere di proiettili, in quanto lo Sforza intendeva concentrare l'attacco in un solo punto, aprendo un grosso varco nelle mura. I milanesi riuscirono a penetrare nel centro abitato alle ore 22.

## Conseguenze
Pontevico venne pesantemente saccheggiata e poi rasa al suolo, inoltre i soldati franco-milanesi commisero brutali crudeltà e la voce si sparse per i domini di Venezia. Negli 8 giorni seguenti, terrorizzati dalla crudeltà del nemico, quasi tutti i forti bresciani e cremonesi caddero nelle mani del conte e del duca, molti senza combattere.
A inizio 1454, quando per lo Sforza tutto sembrava andare per il meglio, i francesi, stanchi per la guerra, innervositi dai continui litigi con i milanesi e resisi conto del fatto che le loro tattiche erano inferiori a quelle italiane, decisero, d'intesa con il Conte d'Angiò, di abbandonare la guerra. Con la Pace di Lodi (che pose fine alle Guerre di Lombardia), il porto tornò a fare parte della Repubblica di Venezia e negli anni seguenti venne ricostruito.